# آناهید یولاندا واران
آناهید یولاندا واران (ارمنی: Անահիտ Յուլանդա Վարան؛ انگلیسی: Anahit Yulanda Varan؛ ۱۹۱۷ – ۲۹ اوت ۲۰۰۳) موسیقی‌دان سبک موسیقی فولک معاصر و موسیقی عامه‌پسند، نوازنده آکاردئون، اجراکننده خیابانی و بازیگر فیلم ارمنی‌تبار اهل ترکیه بود.

## زندگی‌نامه
وی در ۱۹۱۷ در بی‌اوغلو، استانبول به دنیا آمد . وی مبتلا به سرطان معده بود اما در ۲۹ اوت ۲۰۰۳ در سن ۸۶ سالگی در استانبول به علت نارسایی قلب درگذشت و در گورستان ارامنه شیشلی به خاک سپرده شد.